# موستونگا
موستونگا (به انگلیسی: Mostonga) رودخانه‌ای است که در صربستان جریان دارد.